# ルドルフ・ヌレエフ

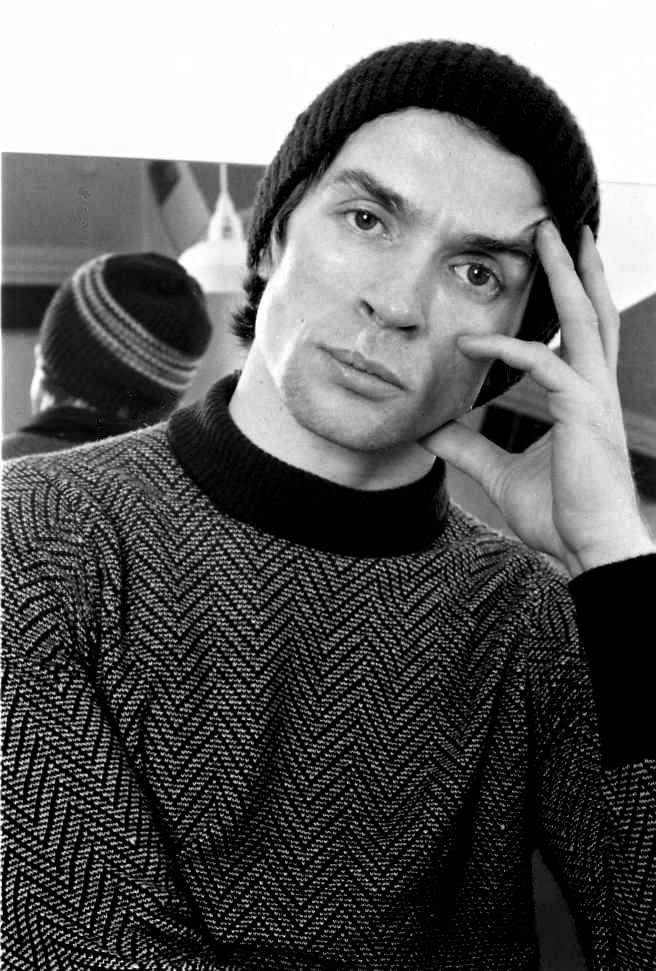
ルドルフ・ヌレエフ

ルドルフ・ヌレエフ（Rudolf Khametovich Nureyev, ロシア語: Рудо́льф Хаме́тович Нуре́ев, タタール語: Рудольф Хәмит улы Нуриев,　1938年3月17日 - 1993年1月6日）は、ソ連生まれのバレエダンサー。本名ルドルフ・ヌレエフ。ヌリ・ファスリ（Nuri Fasli）は祖父の本名である。

## プロフィール
正確な誕生日は不明だが、3月17日前後に、父親の赴任地に向かう途中のシベリア鉄道の車内で生まれた。ヌレエフという名はアラビア語の姓「ヌーリー（光の）」をロシア風に改姓したもので、ルドルフの父ハメットの誕生の際から戸籍に登録されている。父ハメットは軍人で愛国者でもあり、共産主義に傾倒していた。ちなみに、親族は中央アジアの流れを汲むタタール系である。
3歳でバシキール共和国ウファに移住し、幼少の頃から舞踊に興味を示した。父親の反対はあったが小学生の頃から民族舞踊のサークルに参加して、レッスンを受けるようになる。当時は民族舞踊的なものが主体だったが、11歳のときから、当時ウファに転入してきた元ディアギレフ・バレエ団のアンナ・ウデルソヴァにバレエの手ほどきを受け、才能を注目されるようになった。
17歳でロシアバレエの名門校、ワガノワ・キーロフバレエ学院に編入し、本格的なバレエを学ぶ。入試にあたっては試験官から「あなたは歴史に残るバレエダンサーになるか、失敗するかどちらかでしょう。恐らく後者の可能性の方が大きいでしょうけれど…」と言われたという逸話がある。
名教師プーシキンに師事した後、ソリストとしてキーロフ・バレエ（現マリインスキー・バレエ）に入団。ニジンスキーの再来とまで言われるようになる。反面、激しい性格と反抗的な態度から政府に警戒されるようになる。
1961年に、海外公演の途中に亡命。1963年ごろから英国ロイヤル・バレエのゲストとして20近く年上のマーゴ・フォンテインとペアを組み、後に伝説のパートナー・シップとまで言われるようになる。1964年にウィーン国立歌劇場で自身とフォンテインが出演する『白鳥の湖』の振り付けを担当したことをきっかけにウィーンに活動拠点を移し、1982年にオーストリア国籍を取得。
1980年代にはパリ・オペラ座バレエ芸術監督に就任、シルヴィ・ギエム、シャルル・ジュド、ローラン・イレール、マニュエル・ルグリなどを見出した。また、レパートリーを一新して、ウィリアム・フォーサイスなど現代作品を積極的に採用、現在のオペラ座の隆盛の礎を築く。
1993年、AIDSによる合併症のため、54歳で死去した。

## 逸話
- 競走馬で種牡馬の「ヌレイエフ」は彼の名前に由来する（父はノーザンダンサーで、父名からの連想でもある）。

## ヌレエフを扱った作品
- ホワイト・クロウ 伝説のダンサー（英語版） - 2018年のイギリス・フランス・セルビア合作の伝記映画。監督はレイフ・ファインズ。ウクライナ出身でカザンのタタール劇場の現役プリンシパルであるオレグ・イヴェンコ（ハンガリー語版、英語版）がヌレエフを演じている。